# Skräppost
Skräppost är oönskad e-post i form av reklamutskick, nätfiske och andra bedrägeriförsök, utskick av datorvirus och oönskade massutskick i allmänhet. Den relaterade termen spam brukar även användas för att beskriva inlägg och meddelanden via sms, på internetforum eller chattar, upprepas i massantal (exempelvis kommentarspam). Spam innehåller oftast någon form av reklam.
Ordet spam är belagt i svenska språket sedan 1997 och är ursprungligen ett engelskt ord för konserverad skinka. Svenska datatermgruppen rekommenderar skräppost, men accepterar även spam som lånord. Andra namn är "UCE - Unsolicited Commercial Email", "UBE - Unsolicited Bulk Email" och "junk mail".

## Historia
Problemet med skräppost uppmärksammades redan 1975 i RFC 706 ("On the junk mail problem"). Som en lösning föreslogs det att man skulle vägra ta emot e-post från datorer som skickar mer än ett visst antal skräppostmeddelanden per tidsenhet. Då var felkonfigurerade datorprogram den viktigaste källan till skräppost. Den 3 maj 1978 skickades kanske det första elektroniska skräppost-meddelandet i modern mening eller UBE ("Unsolicited Bulk Email"), riktat till en mycket stor mängd mottagare, av Gary Thuerk på Digital Equipment Corporation. Meddelandet skickades via ARPANET i ett försök att nå samtliga 600 uppkopplade på den amerikanska västkusten för att bjuda in dem till en presentation kring arbetsgivarens nya dator-modeller. Meddelandet gjorde reklam för en teknisk produktpresentation men fick många negativa reaktioner på grund av att det nådde många ointresserade, och att det i några fall orsakade störningar på grund av överbelastning i mottagande datorsystem med begränsad kapacitet.

### Ordet "spam"
Termen spam anses härstamma från Monty Pythons sketch Spam. I sketchen försöker två kunder på en restaurang beställa frukost utan spam (pressat konserverat kött), vilket är svårt då detta är huvudingrediensen i nästan allt på menyn. En grupp vikingar intill brister därefter ut i sång: "SPAM, SPAM, SPAM, lovely SPAM! Wonderful SPAM!"
I Internets tidiga historia fyllde illvilliga användare chattsessioner och liknande med upprepande meningslös text, och texten till vikingarnas spam-sång var ett populärt val.
Ordet har gett upphov till ett antal härledda konstruktioner på engelska, såsom "ham" ("skinka") som benämning på värdepost och portmanteaun "spim" (av "spam" och "Instant messaging") som benämning på oönskade massutskick av direktmeddelanden.
På svenska rimmar "spam" med "lamm" och kan användas som såväl räknebart och icke räknebart ord (jämför "post" och "brev"). Att "skicka skräppost" kan också kallas att "spamma" och "skräppostare" kallas ofta för "spammare".

## Motmedel
Det finns många olika sätt att slippa läsa oönskade meddelanden eller att behöva sortera bort dem manuellt. Det finns ingen metod som ensam fungerar perfekt, utan det krävs att man använder några olika metoder för att kunna nå goda resultat. Skräppostarna uppdaterar samtidigt sina metoder, vilket försvårar motmedel. Historiskt har metoder som falska avsändaradresser, kontinuerlig byte av falsk avsändaradress, medvetna felstavningar i meddelanden och annat använts.
Sedan en tid tillbaka[sedan när?] kan man i Sverige anmäla skräppost till Konsumentverket. Sedan länge finns internationellt olika sätt att anmäla skräppost till dem som ansvarar för en server, internetförbindelse eller annan relaterad infrastruktur, så att de kan vidta åtgärder mot användarkontot, datorn eller kunden. Man kan också anmäla skräppost till tredje parter som upprätthåller spärrlistor, vilka utnyttjas av e-postservrar och skräppostfilter. Sådana anmälningar kräver viss expertis, då åtminstone en del av avsändaruppgifterna i allmänhet är förfalskade. Polisiära åtgärder är oftast inte effektiva, då de kräver samarbete mellan myndigheter i flera länder.

### Innehållsanalys

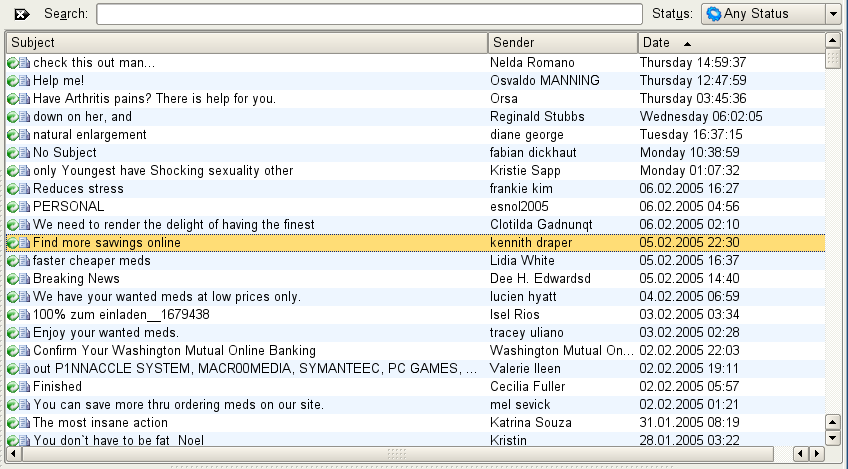
En skräppostmapp i e-postprogrammet KMail, dit inkommande skräppost förpassats av skräppostfilter.

Genom att analysera innehållet av ett e-brev går det att med relativt god säkerhet avgöra om det rör sig om skräppost eller ett legitimt meddelande. Analysen kan dels gå efter ett antal fördefinierade regler; till exempel är meddelanden som innehåller oproportionerligt många utropstecken, versaler, skrikiga färgkombinationer eller dylikt oftast skräppost, men innehållet kan också analyseras statistiskt.
Skräppostarna försöker gå runt enkla filter genom medvetna felstavningar som V1agra eller Viágraâ. Då krävs mer avancerade algoritmer som exempelvis betraktar alla åäáàâãāăąǎǻά som a, 1 och 0 som i och o och så vidare – eller som utnyttjar andra egenskaper hos meddelandet. Det är inte ovanligt att texten i skräppost egentligen utgörs av en bild för att på så vis helt förhindra innehållsanalys, men detta är å andra sidan ovanligt i legitim e-post.
Statistisk, eller bayesisk, analys använder kunskap om vilka ord eller kombinationer av ord som förekommer i legitima e-brev respektive skräppost. För de flesta svenskar förekommer fraser som "penis enlargement" och "get your viagra now" väsentligt oftare i skräppost än i legitima e-brev, och det är därför hög sannolikhet att ett meddelande som innehåller någon av dessa fraser är oönskat. Det omvända gäller för fraser som "budgetunderskott" och "barnvagnsunderrede". Allteftersom fler meddelanden tas emot och klassificeras (manuellt eller automatiskt) lär sig programmet mer och mer. Eftersom analysen anpassar sig efter de meddelanden som passerar genom programmet så kan mycket goda resultat erhållas efter en tids träning. Träningen kan anpassas till den e-post en viss person eller institution faktiskt får.
E-postfilter kan installeras på e-postservern eller den egna datorn och antingen som självständiga program eller som moduler anpassade till det enskilda e-postprogrammet.

### DNS-baserade spärrlistor
DNS kan användas på många sätt för att blockera skräppost. Denna teknik benämns oftast DNSBL (DNS blacklist, "DNS-svartlista") eller RBL (real-time blacklist, "realtidssvartlista") och utnyttjar det faktum att DNS är en distribuerad databas som kan uppdateras i realtid.
När en klient ansluter till en SMTP-server för att skicka ett e-brev kan servern slå upp klientens IP-adress hos en server som tillhandahåller en DNS-baserad lista över adresser som skickat ut skräppost. Om adressen finns i registret kan meddelandet avvisas omedelbart, alternativt vara en del i en mer sammansatt bedömning av huruvida ett meddelande är skräppost.
Olika spärrlistor har olika regler för vilka IP-adresser som ska finnas med. Vissa spärrlistor omfattar hela länders adressrymder, medan andra är betydligt mer selektiva och enbart har med verifierade skräppostkällor. Vissa spärrlistor är mer effektiva än andra, men det är förstås så att om man väljer en mer strikt spärrlista som stänger ute fler klienter så ökar också risken för att oskyldiga drabbas.
Skräppostarna försöker gå runt detta genom att till exempel ta över privatpersoners datorer, och skicka från dem, och från en ny när den första blivit svartlistad.

### SPF
För att identifiera problem som går ut på att spammare skickar e-post i falskt namn men med ett existerande domännamn används metoden Sender Policy Framework (även kallat SPF). Detta är ett allt vanligare hjälpmedel som används av diverse e-postleverantörer. Användandet av SPF kan dock skapa problem för relevant e-post där vidarebefordran, mail-forwarding, används. Problem kan också uppstå om DNS-servern för domännamnet och DNS-servern för IP-adressen inte är synkroniserade.

### Grålistning
Grålistning, greylisting, bygger på två förutsättningar. För det första hanterar SMTP-protokollet tillfälliga fel bland annat genom att en anslutande klient som försöker skicka ett e-brev kan informeras om att meddelandet för tillfället inte kan tas emot, men att leveransförsöket kan göras om lite senare. Den andra förutsättningen är att de program som används för att skicka ut skräppost inte bryr sig om att försöka på nytt för de e-brev som inte kunnat levereras, medan legitima program gör det.
Grålistning går till så att första gången en klient försöker skicka ett e-brev anges att servern har en tillfällig störning. Samtidigt lagrar SMTP-servern information om avsändaradress, mottagaradress och den anslutande IP-adressen. En liten stund senare ansluter klienten återigen och försöker på nytt skicka samma e-brev, och då noterar SMTP-servern att samma klient nyligen försökt skicka ett e-brev med samma avsändaradress och mottagaradress och släpper igenom meddelandet. 
Grålistning ger förstås fördröjningar i leveransen av e-post (cirka 10–30 minuters försening är vanligt), vilket är en av anledningarna till att metoden har blivit kritiserad. Det är vanligt att undanta vissa klienter, avsändaradresser, mottagaradresser eller kombinationer av dessa från grålistning vilket kan minska skadan betydligt. Om grålistning sprids tillräckligt mycket är det sannolikt att programvara som skickar skräppost gör återförsök, och då blir grålistning verkningslös som motmedel för skräppost.

### Att undvika exponering av adressen
För att lura de program som automatiskt skördar e-postadresser från diskussionsforum och andra webbplatser kan adressen skrivas om för att göra den svårare att tolka. Exempelvis: 
- adam(at)bertil(dot)se
- adam at bertil.se
- adamTABORTDENNATEXT@bertil.se

Det finns även tjänster för att skriva om adressen som HTML-koder, fördunkla adressen genom klient-script eller visa adressen som en klickbar bild. En annan metod som tillämpas av många företag är att använda kontaktformulär, där kunder kan skicka meddelanden direkt från webbplatsen till företagets e-post. Därmed antar man att mottagaradressen inte alls behöver synas på webbplatsen.
Ett annat sätt att undvika exponering av e-postadressen är att använda en tillfällig e-postadress som inte kan kopplas ihop med en användares riktiga e-postadress. Det finns flera sådana tjänster. En annan effekt är att användaren då också är relativt anonym, vilket kan vara en fördel om man inte fullt ut litar på mottagaren, till exempel webbplatsen som kräver en e-postadress.
Alla dessa metoder innebär också problem. Det är inte säkert att en viss människa lyckas avkoda omskrivna e-postadresser, i synnerhet om personen inte är van vid de använda konventionerna, inte kan använda javascript eller på grund av nedsatt syn inte kan tyda bilden. Webbformulär är ofta mycket klumpigare att använda än e-post. Tillfälliga e-postadresser kan leda till att legitima senare kontaktförsök misslyckas.

### Spamfällor
Spamfällor är e-postadresser som på servern är markerade som en spamfälla. Bakom dessa adresser finns inga användarkonton. Denna e-postadress skrivs sedan strategiskt ut på publika forum och liknande sidor för att plockas upp av botar som letar på stora forum och sajter efter just e-postadresser att börja skicka spam till. Adressen är gömd eller markerad på ett sätt som gör det osannolikt att människor skulle använda den. Man kan då anta att det är en programvara som snappat upp adressen, och därmed att allt som skickas till denna adress kommer att vara skräppost. När en spamfälla tar emot e-post så markeras det omedelbart som skräppost och om någon användare fått samma brev så filtreras dessa bort direkt. Varje domännamn kan ha flera spamfällor beroende på hur administratören valt att använda denna funktion. Många nya mjukvaror för e-postservrar har stöd för spamfällor.

## Avancerad skräppost
För att framgångsrikt kunna skicka e-post med oönskad reklam behöver spammaren komma förbi så många motmedel som möjligt. Om spammaren använder ett flertal servrar eller konton ökar möjligheten att skicka enorma mängder skräppost utan att snabbt bli avslöjad och spammaren minskar risken att få kontot stoppat av exempelvis sin internetleverantör ISP. För att alstra framgångsrik skräppost kapas (tas över) ofta internetuppkopplade datorer utan ägarnas medgivande eller ens vetskap.
Det är nämligen ett viktigt motmedel mot skräppost att om samma ip-adress skickar en stor mängd skräppost så spärras denna ip-adress. En internetleverantör kan också tillfälligt hindra e-post från en kund som skickar stora mängder e-post. Att skicka all skräppost från en och samma dator går inte, inte ens om operatören är mindre nogräknad.
Vad förövaren då gör, är att först söka över Internet för att hitta "öppna" ip-adresser, det vill säga datorer med låg säkerhetsnivå, med syfte att kapa dessa. Datorer som en förövare lyckas ta över kallas för zombier. Ett litet program installeras av förövaren utan att det syns i de kapade datorerna. Den som har ett uppdaterat antivirusprogram kan upptäcka det, men många har inte det och övervakar inte heller annars sina datorer särskilt noggrant. De kapade datorerna kopplas sedan samman i stora nät, så kallade botnets och styrs av en centraldator (huvudstation), en master. Förövarens ”master” aktiverar sedan de olika zombie-datorerna (understationerna) och får dessa att skicka stora mängder e-post via de olika ägarnas e-postkonton. Efter en tid riskerar respektive "zombies" ägare att få sitt konto avstängt och bli svartlistad av sin e-postleverantör. Skräppostavsändaren måste ha ett antal zombier i beredskap allteftersom respektive dator blir avstängd från Internet. Ett botnet kan bestå av tiotusentals datorer. Svårigheten för de som bekämpar skräppost består oftast i att hitta styrdatorn, mastern. Under 2005 stoppade exempelvis nederländsk polis en master som styrde fler än 100 000 zombie-datorer.
Skräpposten innehåller ofta numera, för att förhindra spårning, en förfalskad eller åtminstone svårspårad avsändaradress. Kunder som vill köpa den erbjudna produkten i skräpposten måste dock kunna kontakta säljaren på något sätt. Antingen genom att e-posten har en fungerande svarsadress eller, som oftast, genom en länk till en webbsida som anges i skräpposten. En möjlighet att stoppa skräppostavsändare är att genom internetleverantörens försorg spärra sådana webbplatser eller adresser. Skräppost mottagen efter detta ger ingen utdelning utan en ny webbplats måste aktiveras, eventuellt på en sovande zombie som legat i beredskap.
Det är relativt lätt att skriva förtroendeingivande e-post och att hitta dåligt skyddade datorer att skydda den med, men att sätta upp en webbserver med ett förtroendeingivande domännamn och rätt fungerande DNS är svårare. Därför kan adressen till webbplatsen ibland avslöja e-postens natur.
Många får mycket skräppost och rensar manuellt genom att bedöma rubriken och avsändaren. Därför försöker nedskräpare få läsarna intresserade. Namnet på avsändaren är ofta ett kvinnonamn, om målgruppen är män, och vice versa. Namnet kan vara påhittat eller verkligt, kopierat från adressboken i någons dator. Ämnesraden börjar ibland på "Re:" för att få mottagaren att tro att det är ett svar på något. Ofta verkar brevet av ämnesraden att döma vara privat, men brevet handlar i själva verket om något helt annat.
Skräppostens innehåll brukar i regel vara suspekt reklam för något, exempelvis för receptbelagda läkemedel (som viagra och liknande medel). Företag som är måna om sitt rykte undviker att sända ut skräppost, dels för att det är illa omtyckt av många, dels för att det i många länder är olagligt.
Rena bedrägerier förekommer också. Det kan vara brev som ska lura folk att skicka pengar, exempelvis till någon det är synd om, eller i en skum affärsuppgörelse, eller kanske en avgift för att få ut en lotterivinst. Se artiklarna Nigeriabrev och lotteribedrägeri för den här typen av bedrägerier.
En annan variant är rekommendationer att köpa en viss aktie som beskrivs som mycket bra. Det finns då bedragare som äger stora mängder av aktien och som vill påverka marknaden. Om många nappar på rekommendationerna stiger kursen, så att bedragaren kan sälja med vinst. När en stor post säljs, går kursen ner, så den som enligt rekommendationen köper aktien finner att det blev ett dåligt köp, åtminstone på kort eller medellång sikt.
Inbjudan till brevväxling med "attraktiv flicka, som sitter och har tråkigt på ett internetkafé, men gärna skickar bilder" är vanligen förberedelse till någon form av bedrägeri, eller åtminstone en uppmaning att ringa ett dyrt betalnummer (i vissa länder har betalnummer ingen kostnadsgräns).
Många gånger har avsändaren av skräppost använt till exempel Google Translate för att översätta till flera olika språk, vilket kan göra att meddelandet får en tokig eller helt annan innebörd än vad som är tänkt.

## Andra kommunikationsmedier såsom mobiltelefoner
Mobiltelefonerna och sms-systemet har i stort sett varit förskonat från spam, eftersom operatörerna tar betalt per sms, medan man inte tar betalt per e-brev på internet. Oron ökar dock för att de nya kraftfulla mobiltelefoner som kan ladda ned programvara ska "kapas", likt en persondator, för att sedan användas för att skicka ut sms-spam. I så fall riskerar ägaren få betala för utskickade sms. Mobilvirus finns redan.

## Lagar

### Sverige
Sedan den 1 april 2004 är oombedd e-postreklam till svenska konsumenter förbjuden i lag. Lagen gäller för svenska juridiska personer som vill skicka e-postreklam (inklusive via sms) till svenska privatpersoner. Enligt lagen måste alla reklamutskick innehålla en giltig adress där mottagaren kan avskriva sig och slippa få fler meddelanden.
Det är tillåtet att skicka reklam om det finns en etablerad kundrelation och kunden inte uttryckligen har begärt att slippa få e-postreklam. Det är också lagligt om mottagaren bett att få reklam från företaget, till exempel om mottagaren skrivit upp sig på ett så kallat nyhetsbrev eller på annat sätt anmält att man vill ha erbjudanden till sin e-postadress. Mottagaren godkänner då att företaget skickar reklam via e-post.
Företag (juridiska personer) skyddas dock inte av ändringarna i marknadsföringslagen. Lagändringarna är en anpassning till artikel 13 i Europaparlamentets och Europarådets direktiv 2002/58/EG (12 juli 2002) om behandling av personuppgifter och integritetsskydd (kommunikationsdataskyddsdirektivet). Direktivet håller på att införas inom hela EU.